# Михайлов, Сергей Александрович
Серге́й Алекса́ндрович Миха́йлов (3 апреля 1998 года, Камышин, Россия) — российский футболист, полузащитник клуба «Рязань».

## Карьера
Воспитанник волгоградского футбола. Выступал за молодёжные команды «Ротора» и «Афипса». В сезоне 2018/19 был заявлен за основу волгоградцев, однако в ФНЛ не провёл ни одного матча и играл за «Ротор-2» в ПФЛ. Летом 2019 года ему был предложен долгосрочный контракт с командой, но футболист вместе со своим партнёром Кириллом Лаврищевым решил покинуть «Ротор». Вскоре они пополнили состав армянского клуба премьер-лиги «Ной». Дебютировал 3 августа в гостевом матче против «Гандзасара» (1:1).
Летом 2020 года стал игроком клуба «Кубань Холдинг» из станицы Павловской, в составе которого дебютировал 19 августа, выйдя на замену во втором тайме в кубковой встрече сезона 2020/21. Летом 2022 года покинул команду.
В начале сезона 2022/2023 провёл в составе ФК Ротор (Волгоград).
Из за недостатка игровой практики принял решение искать новый клуб. В зимнее трансферное окно покинул клуб и стал игроком Фк Рязань.

## Достижения
- Обладатель Кубка Армении: 2019/20.